# Telema bella
Telema bella is een spinnensoort uit de familie van de Telemidae. De wetenschappelijke naam van de soort werd voor het eerst geldig gepubliceerd in 2008 door L. J. Tong & S. Q. Li.